# Neil Stubenhaus
Neil Stubenhaus (* 18. Juli 1953) ist ein US-amerikanischer Musiker.
Seine musikalische Laufbahn begann zunächst als Schlagzeuger, mit 12 Jahren entschied er sich, Bassgitarrist zu werden. Er studierte am Berklee College of Music. Dieses Studium schloss er 1975 ab. Danach folgten einige Gastauftritte bei schon bekannten oder aufstrebenden Musikern wie Vinnie Colaiuta und John J. R. Robinson.
Etwa 1977 heuerte er bei Blood, Sweat & Tears an und arbeitete mit David Clayton-Thomas an dessen ersten Solo-Album. Sein Durchbruch kam im Jahre 1978, als er mit Larry Carlton tourte. 
Seit 1979 ist er einer der erfolgreichsten Bassgitarristen. Auf über 600 Alben ist vertreten, von denen über 70 für einen Grammy nominiert waren. An 20 Songs, die einen Grammy gewinnen konnten, war er beteiligt. Darüber hinaus kommen noch Arbeiten an über 150 Film-Musiken (z. B. Matlock, Magnum, Jake und McCabe), sowie an sonstigen Jingles. 
Über 20 Jahre war er der Haupt-Bassist für Barbra Streisand und Quincy Jones. Aber er ist auch auf den Alben folgender Musiker vertreten, bzw. ging auch mit diesen auf Tour: Elton John, Rod Stewart, Billy Joel, Frank Sinatra, Nancy Wilson, Patti LaBelle, Michael Bolton, Ricky Martin, Dan Fogelberg, John Fogerty, Cher, Joe Cocker, Bobby Caldwell, Taylor Dayne, Vince Gill, George Benson, Al Jarreau, Don Henley, Luis Miguel, Julio Iglesias, B.B. King, Michael McDonald, Bette Midler, Hanson, The Corrs, Milton Nascimento, Pointer Sisters, Eros Ramazzotti, Lee Ritenour, Lionel Richie, Diane Schuur, David Benoit, Tom Scott, Kirk Whalum usw.